# المخابرات المجرية
المخابرات المجرية أو (مكتب المعلومات) (بالمجرية:Információs Hivatal) (اختصار:IH)، هي وكالة الإستخبارات الخارجية لجمهورية هنغاريا و تأسست في 1 مارس 1990 ، لدى الوكالة ثلاثة أنشطة رئيسية، جمع المعلومات عن الحكومات الأجنبية والشركات والأفراد؛ و تحليل تلك المعلومات جنباً إلى جنب مع معلومات جمعتها وكالات إستخبار مجرية أخرى ثم تقديمها لصناع القرار السياسي ، اعتبارًا من 1 سبتمبر 2012 ، أصبحت الوكالة تحت السلطة المباشرة لرئيس الوزراء فيكتور أوربان

## المهام الرئيسية للوكالة
- يستكشف جهود وأنشطة أجهزة المخابرات الأجنبية التي تنتهك أو تهدد سيادة المجر أو المصالح السياسية أو الأمنية أو الاقتصادية أو غيرها من المصالح الهامة و تحبطها جميعها.[1][2]
- تجمع معلومات عن الجرائم المنظمة في الدول الأجنبية التي تهدد الأمن القومي ، ولا سيما المنظمات الإرهابية ، والاتجار غير المشروع بالمخدرات والأسلحة ، والاتجار غير المشروع بأسلحة الدمار الشامل ومكوناتها ، والاتجار غير المشروع بالمواد والمعدات اللازمة لإنتاجها.[2]
- تستكشف نوايا الحكومات و المنظمات والأفراد و الشركات الأجنبية التي تهدف إلى تهديد الوضع الأمني و السياسي و المالي لاقتصاد البلاد ، كما تساهم في كشف ومنع و إحباط الاتجار غير المشروع في المنتجات والتقنيات الخاضعة للمراقبة الدولية.

يعتبر كلاً من مكتب المعلومات (IH) و مكتب حماية الدستور (AH) أهم الوكالات في البلاد وكليهما يتبعان مباشرة مكتب رئيس الوزراء ، وهو صاحب صلاحية تعيين رئيس كل جهاز منهما.

## روابط خارجية
- الموقع الرسمي